# 常在寺 (海老名市)
常在寺（じょうざいじ）は、神奈川県海老名市にある日蓮宗の寺院。山号は本興山。了性房日乗の開基。はじめ鎌倉小町にあったが、1523年（大永3年）に海老名へ移転した。通称むべ山常在寺。旧本山は大本山北山本門寺根源。興統法縁。

## 起源と歴史
- 1312年（正和1年）、了性房日乗、鎌倉小町（鎌倉市大町）に常在寺を開創する。
- 1333年（元弘3年）、新田義貞、鎌倉へ侵攻。常在寺焼失する。
- 1397年（応永4年）、鎌倉松葉谷妙法寺の妙法房日叡（大塔宮護良親王の遺子）、常在寺を再興する。
- 1523年（大永3年）、北山本門寺日在、常在寺を海老名へ移転する。

## 参考資料
- 日蓮宗寺院大鑑編集委員会『宗祖第七百遠忌記念出版 日蓮宗寺院大鑑』大本山池上本門寺 (1981年)
- 「澁谷庄 社家村 常在寺」『大日本地誌大系』 第38巻新編相模国風土記稿3巻之65村里部高座郡巻之7、雄山閣、1932年8月。NDLJP:1179219/172。